# NGC 7006
NGC 7006 (другое обозначение — GCL 119) — шаровое скопление в созвездии Дельфин.
Этот объект входит в число перечисленных в оригинальной редакции «Нового общего каталога».